# Mighty Servant 2 (schip, 1983)
De Mighty Servant 2 was een half-afzinkbaar heavy-lift schip dat in 1983 werd gebouwd door Oshima Shipbuilding voor het Nederlandse bedrijf Wijsmuller Transport, tegenwoordig Dockwise.
Net als haar zusterschepen was de Mighty Servant 2 bedoeld voor het vervoeren van zeer zware transporten zoals booreilanden. Door de mogelijkheid het dek af te zinken kon de lading makkelijk aan boord worden gedreven, waarna de Mighty Servant 2 zijn ballasttanks weer leegpompte en de lading aan boord stond.
Het bekendste project van de Mighty Servant 2 was het vervoeren van de USS Samuel B. Roberts van Dubai naar Newport, USA. Het dek werd speciaal aangepast om het fregat te kunnen vervoeren.
Op 2 november 1999 ging het vlak bij het Indonesische Singkep fout tijdens het vervoeren van een productiemodule en kapseisde de Mighty Servant 2 inclusief lading. Na onderzoek bleek een niet in kaart gebrachte rots de oorzaak van het ongeluk te zijn. Het schip bleek total loss, daarnaast waren er ook vijf doden te betreuren, onder wie twee Nederlanders.